# Elementen (Euclides)
De Elementen (Grieks: Στοιχεῖα - Stoicheia) is een meetkundig en rekenkundig verzamelwerk, bestaande uit dertien boeken, geschreven door de Hellenistische wiskundige Euclides te Alexandrië, in het begin van de derde eeuw voor Christus.
Hierin verzamelde en formaliseerde hij 468 wiskundige bewijzen die in de eeuwen daarvoor reeds door andere wiskundigen waren bewezen. Elk boek bestaat uit twee delen:
- (I) definities (138 in totaal).
- (II) theorema's (468 in totaal) en de bewijzen voor die theorema's met behulp van definities en eerdere bewezen theorema's.

Alleen in het eerste boek komen ook nog vijf postulaten en vijf algemeenheden voor. Voor de meetkundige bewijzen mag men gebruikmaken van een passer (om cirkels te trekken) en een liniaal (om lijnen te trekken). Er wordt niet gemeten, noch met de passer, noch met de liniaal.

## Historie

### Verspreiding van de tekst
In de vierde eeuw n.Chr. produceerde Theon van Alexandrië een editie van de Elementen, die op zo'n grote schaal werd gebruikt, dat deze de enige overlevende bron was tot 1808. In dat jaar, tijdens de Napoleontische periode, ontdekte de Fransman François Peyrard in de Vaticaanse Bibliotheek een manuscript, dat niet tot de editie van Theon was te herleiden. Dit zogeheten Heiberg manuscript uit ongeveer 900, was afkomstig uit een Byzantijnse kopieer-werkplaats. Het werd de basis voor alle moderne edities.

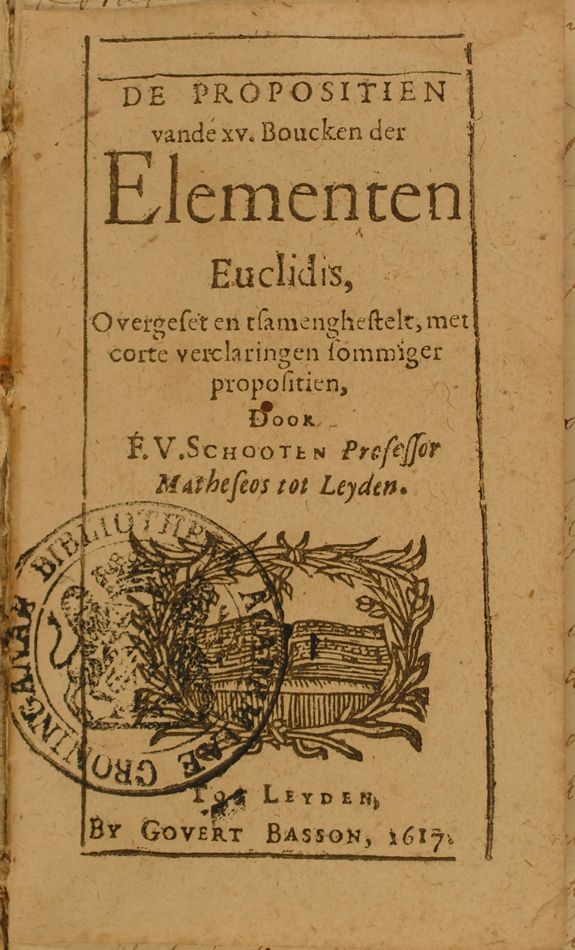
Elementen van Euclides, 1617

De Romeinse schrijver Cicero kende Grieks, en was met het werk bekend, maar er zijn geen aanwijzingen voor een Latijnse vertaling voorafgaand aan die van Boethius, uit 500 n.Chr. De Arabieren kregen toegang tot de Elementen via de Byzantijnen, rond 760 n.Chr. Deze versie, door Proclo, een leerling van Euclides, werd tijdens het bewind van Haroen ar-Rashid circa 800 n.Chr. in het Arabisch vertaald De Byzantijnse geleerde Arethas gaf in de late negende eeuw opdracht tot het kopiëren van een van de bestaande Griekse manuscripten van Euclides. Hoewel bekend in Byzantium, waren de Elementen voor West-Europa verloren tot ca. 1120, toen de Engelse monnik Adelard van Bath het werk vanuit het Arabisch in het Latijn vertaalde.
De eerste gedrukte uitgave verscheen in 1482 (op basis van Giovanni Campano's editie van 1260). Sindsdien is het werk in vele talen vertaald en in ongeveer duizend verschillende edities gepubliceerd. De Oudgriekse uitgave van Theon werd in 1533 teruggevonden. In 1570 voegde John Dee een alom gerespecteerd "wiskundig voorwoord", toe, samen met een grote hoeveelheid aantekeningen en aanvullend materiaal, aan de eerste Engelse uitgave door Henry Billingsley.
In Nederland in 1617 publiceerde Frans van Schooten Sr. een Nederlandstalige versie van de Elementen van Euclides, die in 1617 werd uitgegeven onder de titel "De propositien van de boecken van Euclides." In 1695 verzorgde Claes Jansz Vooght een andere vroege Nederlandse vertaling.
Exemplaren van de oorspronkelijke Griekse tekst bestaan nog steeds. Sommigen daarvan zijn te vinden in de Vaticaanse Bibliotheek en de Bodleian Library in Oxford. De beschikbare manuscripten zijn van variabele kwaliteit, en altijd onvolledig. Door zorgvuldige analyse van de vertalingen en originelen, heeft men hypothesen opgesteld over de inhoud van de oorspronkelijke tekst, waarvan echter geen kopieën meer beschikbaar zijn.

### Invloed
De invloed van de Elementen was enorm, het bleef een basiswerk in het onderwijs en de meetkunde tot in de twintigste eeuw. De strikte methode om vanuit slechts enkele axioma's een veelheid aan wiskundige stellingen te bewijzen, bleef van belang in de ontwikkeling van de wetenschap en de wiskunde. Het beïnvloedde ook het werk van wetenschappers (zoals Nicolaus Copernicus en Isaac Newton), wiskundigen en logici (bijvoorbeeld Bertrand Russell en Alfred North Whitehead) en filosofen als René Descartes en Baruch Spinoza.

## Inhoud

Stelling I.1:
Een gelijkzijdige driehoek construeren op een gegeven eindige rechte.
Omdat het punt Α het middelpunt is van de cirkel ΓΔΒ is ΑΓ gelijk aan ΑΒ (Definitie 1.15). Eveneens, omdat het punt Β het middelpunt is van de cirkel ΓΕΑ is ΒΓ gelijk aan ΑΒ (Definitie 1.15). Omdat ΑΓ nu gelijk is aan ΑΒ, en ΑΒ gelijk aan ΒΓ, zijn ΑΓ, ΑΒ en ΒΓ gelijk aan elkaar [Alg.1] Dus is de driehoek ΑΒΓ gelijkzijdig, en geconstrueerd op een eindige rechte.
ὅπερ ἔδει ποιῆσαι. (Vertaling: Wat gedaan moest worden = QEF)

### Boek 1-4Vlakke meetkunde
Boek 1: Fundamenten van de meetkunde: eigenschappen van driehoeken, parallellen en oppervlakte
Boek 2: Geometrische algebra
Boek 3: Eigenschappen van cirkels
Boek 4: Constructie van veelhoeken in cirkels

### Boek 5-10Verhoudingen
Boek 5: Eigenschappen van verhoudingen
Boek 6: Gelijkvormigheid en verhoudingen binnen de meetkunde
Boek 7: Fundamenten van de getallenleer
Boek 8: Verdere getallenleer
Boek 9: Verdere getallenleer, even, oneven en priemgetallen
Boek 10: Irrationale groottes

### Boek 11-13Ruimtemeetkunde
Boek 11: Ruimtemeetkunde
Boek 12: Berekening van inhouden van ruimtelijke figuren
Boek 13: Regelmatige ruimtelijke figuren

## Algemeenheden
1. Dingen die aan een ander ding gelijk zijn, zijn ook aan elkaar gelijk.
(als A gelijk is aan C, en B is gelijk aan C, dan is A gelijk aan B)
2. Als men aan gelijke dingen gelijke dingen toevoegt, zijn de totalen ook gelijk.
(als A gelijk is aan B, dan is A+C gelijk aan B+C)
3. Als men van gelijke dingen gelijke dingen afneemt, zijn de resten ook gelijk.
(als A gelijk is aan B, dan is A-C gelijk aan B-C)
4. Dingen die op elkaar passen zijn gelijk.
(als figuur A op figuur B past, en figuur B op A past, dan zijn de figuren gelijk)
5. Het geheel is groter dan het deel.
(A+B is groter dan A)
Opmerking: A, B en C zijn strikt positief.

## Edities

### Nederlandse vertalingen
1606: Jan Pieterszoon Dou
1617: Frans van Schooten
1630: Cornelis Van Nienrode: "De Vijfthien Boecken Evclides", vertaald uit het Latijn, zonder bewijzen
1695: Claes Jansz Vooght: "Euclidis. Beginselen der meetkonst"
1702: Hendrik Coets
1763: Pibo Steenstra
1930: Eduard Jan Dijksterhuis: "De Elementen van Euclides"